# Carlo Pinsoglio
Carlo Pinsoglio (Moncalieri, 16 de março de 1990) é um futebolista italiano que atua como goleiro. Atualmente defende a Juventus.

## Carreira
Desde 2000 nas categorias de base da Juventus, Pinsoglio foi promovido ao elenco principal da Vecchia Signora em 2010, e no mesmo ano foi emprestado ao Viareggio, que disputava a antiga Lega Pro Prima Divisione (atual Lega Pro), a terceira divisão nacional. Nas Zebras, foram 25 partidas disputadas. Voltou à Juventus em 2011, mas não foi aproveitado. Em julho do mesmo ano, foi novamente cedido por empréstimo, desta vez ao Pescara, porém foram apenas 5 partidas pelos Golfinhos.
Regressaria novamente à Juve em 2012, sendo negociado em copropriedade com o Vicenza, que lutava contra o rebaixamento na Série B. A equipe, que chegou a cair para a Lega Pro Prima Divisione depois de perder para o Empoli, continuou na segunda divisão depois que o Lecce foi punido por envolvimento em manipulação de resultados. Em 2013, o Vicenza foi rebaixado e Pinsoglio, que disputou 23 jogos pelo clube vêneto, assinou com o Modena, em seu terceiro empréstimo na carreira.
Em junho de 2014, após um ano emprestado aos Canários, foi recontratado pela Juventus, que o liberou novamente para o Modena para disputar a Série B. Ainda jogaria por Livorno e Latina antes de ser reintegrado ao elenco principal da Vecchia Signora em 2017, como terceira opção ao gol juventino.
Sua estreia oficial como atleta profissional da Juventus foi no jogo que marcou a despedida de Gianluigi Buffon do clube, na partida contra o Hellas Verona, derrotado por 2 a 1. Pinsoglio entrou no lugar do veterano goleiro aos 28 minutos da segunda etapa.

## Títulos

### Juventus
- Campeonato Italiano de Futebol:

Campeão: 2017–18, 2018–19, 2019–20
- Coppa Italia:

Campeão: 2017–18, 2020–21, 2023–24
- Supercopa da Itália:

Campeão: 2018, 2020

## Links
- Perfil no site do Vicenza Calcio